# Rhipidura phasiana
Rhipidura phasiana là một loài chim trong họ Rhipiduridae.